# 李市镇 (沙洋县)
李市镇，是中华人民共和国湖北省荆门市沙洋县下辖的一个乡镇级行政单位。

## 行政区划
李市镇下辖以下地区：
金牛社区、新城村、蒋台村、新灯村、联盟村、董场村、刘巷村、工农村、沿河村、蔡咀村、青年村、西荆河村、光芒村、沈桥村、彭岭村、张巷村、荆马村、高丰村、唐垴村、刘淌村、永久村、黄岭村、桥梁村和彭河村。